# Dorien Cuypers
Dorien Cuypers (Turnhout, 16 juli 1997) is een Belgisch tennisster en padelster.

## Levensloop
Op het Europees kampioenschap van 2021 te Marbella behaalde ze met het Belgisch padelteam een vijfde plek. Het jaar daarop (2022) strandde ze met de nationale equipe tijdens het wereldkampioenschap te Dubai op de vierde plaats .
Cuypers is afkomstig uit Antwerpen en aangesloten bij TC Forest Hills. Eerder was ze actief bij TC De Bempdekens. Haar broer Seppe is eveneens actief in het tennis.